# 卡洛斯·卡斯塔尼奥·帕纳德罗
卡洛斯·卡斯塔尼奥·帕纳德罗（西班牙語：Carlos Castaño Panadero，1979年5月7日—），西班牙男子自行车运动员。他曾代表西班牙参加2004年夏季奥林匹克运动会自行车比赛，获得男子团体追逐赛铜牌。